# Поллард, Джонатан
Джонатан Поллард (англ. Jonathan Pollard; род. 7 августа 1954, Галвестон, штат Техас) — американский разведчик, бывший аналитик в военно-морской разведке США, осуждённый в США за шпионаж в пользу Израиля в 1987 году и приговорённый к пожизненному заключению. Освобождён 20 ноября 2015 года.

## Биография

### Шпионаж в пользу Израиля

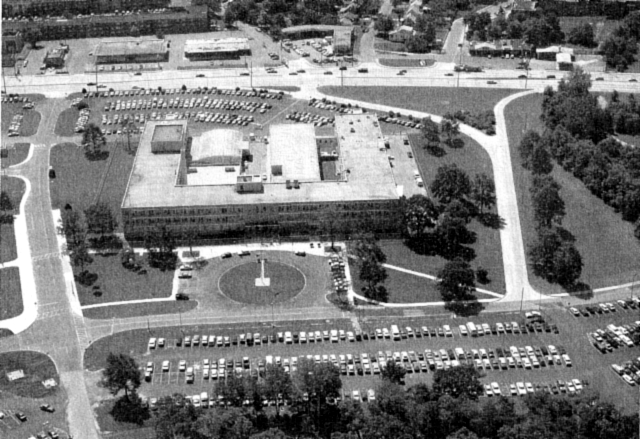
Штаб-квартира разведки ВМС США

Окончив Стэнфордский университет (Калифорния), Поллард начал работать в должности аналитика в разведке военно-морских сил США, где имел доступ к секретной информации. По утверждению американской и израильской русскоязычной прессы, «в 1983 году ему стало известно о том, что спецслужбы США преднамеренно скрывают от Израиля жизненно важную для его безопасности информацию, нарушая тем самым условия американо-израильского меморандума об обмене разведывательной информацией (1983), обязывавшего США передавать Израилю все сведения такого рода». По тем же источникам, «считая, что эти сведения (в том числе об оружии массового уничтожения) необходимы Израилю, а также сталкиваясь с проявлением антисемитизма со стороны сотрудников американской разведки», Поллард в 1984 году стал сотрудником Лакама (Бюро научных связей) — израильской спецслужбы при Министерстве обороны, занимавшейся военно-технической разведкой; руководителем Лакама был Рафи Эйтан. Связь осуществлялась через израильское посольство в Вашингтоне и израильского офицера разведки Ави Селлу. Выезжая в Израиль и Францию, Поллард встречался лично с Эйтаном.
За свою шпионскую деятельность Поллард получил от Ави Селлы 10 000 долларов и кольца с алмазом и сапфиром для его подруги Анны Хендерсон, общей ценой в 10 000 долларов. Кроме того, Поллард стал получать от израильтян по 1500 долларов в месяц, также ему и Анне Хендерсон, ставшей его женой, преподносились ценные подарки. В общей сложности Поллард успел получить около 45 000 долларов.
С мая 1984 по ноябрь 1985 Поллард передал израильтянам копии около 1800 секретных документов. При этом всего он украл свыше одного миллиона секретных документов. Согласно петиции, направленной израильским адвокатом Полларда Ниццаной Доршан-Лейтнер в Верховный суд Израиля, в числе переданных сведений были: специальный технический отчет о советской ракетной системе «Стрела-10» (SA-13); анализ тенденций развития зенитно-ракетных систем военно-морских сил СССР; сведения об уровне шумов, издаваемых кораблями и подводными лодками; исследование работы разведки военно-морских сил Израиля; исследование портовых сооружений в Тобруке, Ливия; сведения о возможности электронной войны между Ираном и Ираком; документы о военном значении расширения технической инфраструктуры в Южном Йемене; данные о нетрадиционных методах ведения войны в военно-морских силах Ливии; информация о постройке в Сирии завода по производству нервно-паралитического газа; данные о комплексе зданий ООП в Тунисе. В октябре 1985 израильские военно-воздушные силы нанесли серьёзный удар по базам и штаб-квартире ООП в Тунисе во многом благодаря сведениям, полученным от Полларда.
Некоторые СМИ утверждали, что, среди прочего, Поллард передал израильтянам имена американских агентов в странах Варшавского договора, что, в свою очередь, привело к арестам и даже казням некоторых из них. Как выяснилось позже, американских агентов выдал Олдрич Эймс, а Поллард не имел к этому делу отношения. Согласно рассекреченым 14 декабря 2012 года документам ЦРУ от 1987 года, оценивающим ущерб, причинённый Поллардом, израильтяне не просили Полларда о какой-либо информации о деятельности оборонных ведомств США, а интересовались исключительно разведданными, касающимися арабских стран, Пакистана и СССР, особенно их вооружений.

### Арест и судебный процесс

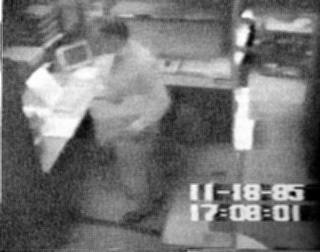
Скрытая видеосъёмка Полларда, похищающего секретные документы

В ноябре 1985 Поллард почувствовал опасность разоблачения и попросил защиты в израильском посольстве в Вашингтоне. Однако сотрудники дипломатической миссии, в числе которых тогда находился атташе Эльяким Рубинштейн, лишили Полларда своего покровительства, позволив американским спецслужбам арестовать его у ворот посольства.
Американские власти обвиняли Полларда в передаче секретной информации Лакам, а именно в передаче Израилю секретных материалов о военных объектах в арабских странах. Поллард признал себя виновным в инкриминируемых действиях, но заявил, что руководствовался исключительно идеологическими соображениями. Он сказал, что его действия не нанесли ущерба безопасности Соединенных Штатов, поскольку он не выдавал Израилю секретных кодов, паролей, имён агентов или военных планов США.
Правительство Израиля, в свою очередь, признало факт получения от Дж. Полларда секретных документов, предоставив американцам доказательства его вины. На первых порах руководство Израиля заявляло, что решение об использовании Полларда и шпионаже против США не принималось в Израиле на высоком уровне и было «самодеятельностью». В 1987 он был приговорён к пожизненному заключению.
Многие комментаторы отмечают, что Поллард не нанёс ущерба обороноспособности США, поскольку все документы, переданные им Израилю, касались третьих стран. По другим данным нанесённый ущерб, напротив, был крайне велик и не ограничивался только Ближним Востоком.
Вместе с Поллардом за незаконное хранение секретных документов была осуждена и его жена А. Хендерсон. После отбытия пятилетнего срока заключения она вышла на свободу и развелась с Поллардом.
Израильские дипломаты, имевшие дело с Поллардом, не предстали перед судом, так как пользовались дипломатической неприкосновенностью. Ави Селла, не являвшийся дипломатом, вовремя уехал в Израиль. Против него в США было выдано обвинительное заключение и ордер на арест.

## Борьба за освобождение Полларда

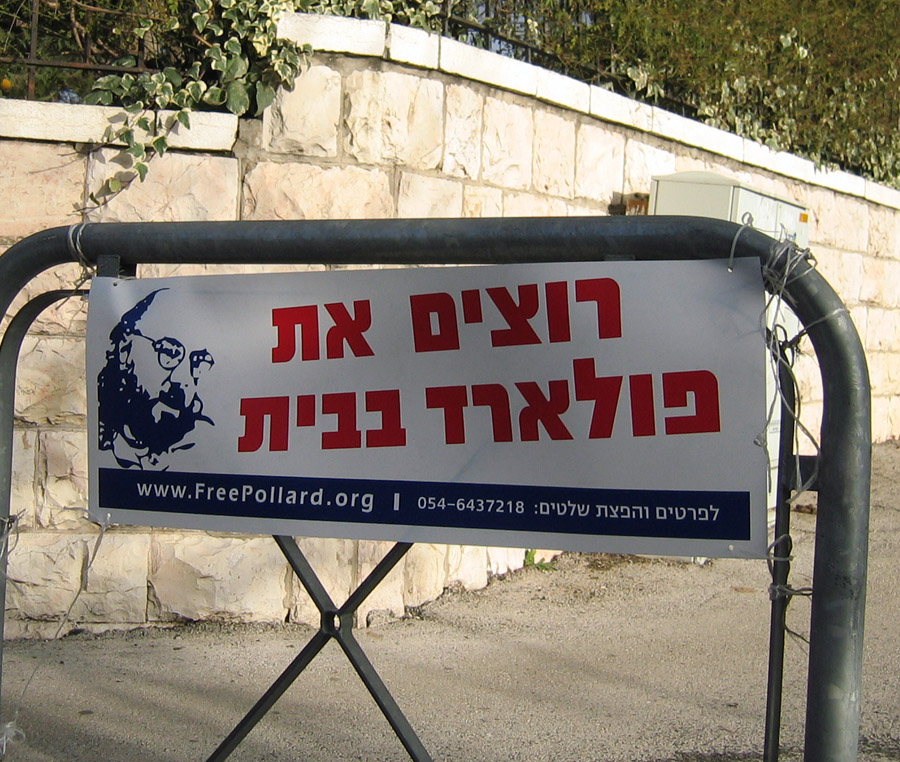
Плакат с контактным телефоном израильских сторонников борьбы за освобождение Полларда

В Израиле и США действовало лобби в защиту Полларда, в котором принимают участие также и члены Кнессета с разными политическими взглядами. Вместе с тем, действия лобби ограничены, с одной стороны, обстановкой секретности вокруг дела Полларда, с другой — противодействием некоторых влиятельных американских евреев, в том числе и сенатора Джозефа Либермана.
При правительстве Биньямина Нетаньяху впервые были налажены официальные контакты между правительством Израиля и Дж. Поллардом; в тюрьме его посетили израильские министры. В 1995 году Полларду, под давлением израильской общественности, было предоставлено израильское гражданство. 12 мая 1996 года Израиль открыто признал Полларда своим агентом, действовавшим от имени государства, взяв тем самым на себя полную ответственность за его действия. Также правительство Израиля подчеркнуло своё намерение содействовать освобождению Полларда и его приезду в Израиль. Главный ашкеназский раввин Израиля р. Исраэль Меир Лау обратился к президенту США Биллу Клинтону с просьбой о помиловании Полларда.
Согласно неофициальным сведениям, попавшим в СМИ, Нетаньяху удалось получить согласие американского президента на освобождение Полларда как ответного жеста на согласие правительства Израиля освободить арабских террористов в рамках «соглашения Уай». Однако, по утверждению семьи Поллард, после выборов 1999 в этом вопросе со стороны израильского правительства не наблюдается никакой активности.
В 2004 году появилась информация о том, что Соединенные Штаты Америки освободят Полларда в обмен на размежевание.

## Борьба против освобождения Полларда
В книге Рональда Олива «Арест Джонатана Полларда: Как удалось привлечь к правосудию одного из наиболее известных шпионов в американской истории» можно прочитать информацию из газет того времени, что когда в 1998 году на Конференции Уай Плантешн Клинтон первоначально согласился удовлетворить просьбу Израиля об освобождении Полларда, глава ЦРУ Джордж Тенет пригрозил уйти в отставку, если Поллард будет помилован. Однако позже в разговорах с лидерами американских еврейских организаций, Тенет отрицал, что делал подобные угрозы, хотя Клинтон и использовал их как повод для того, чтобы отказаться от соблюдения предыдущих договорённостей.
Четыре руководителя разведки ВМС США прошлых лет (Самнер Шапиро, Джон Баттс, Уильям Студеман и Томас Брукс) написали в «Вашингтон Пост» за 12 декабря 1988 открытое письмо:
Мы … чувствуем себя обязанными обнародовать известные нам факты в отношении Полларда, с тем, чтобы рассеять впечатление, возникшее в результате хорошо продуманной пиар-кампании … направленной на то, чтобы представить Полларда не как жадного и самонадеянного предателя, а как Полларда — израильского патриота.
Поллард признал себя виновным, и поэтому никогда не был публично предан суду. Таким образом, американский народ остался в неведении, что перед работой на израильтян, он предложил секретную информацию трем другим странам, и что он предложил свои услуги еще и четвертой стране, в то время, когда он уже шпионил в пользу Израиля. Кроме того, американцы никогда не узнали, насколько высокими суммами оплачены его услуги…
Поллард и его защитники утверждают, что он передавал израильтянам информацию, которой те были лишены, но которая имела решающее значение для их безопасности. Фактом, однако, является то, что у Полларда не было возможности знать, что именно израильское правительство уже получает по официальным соглашениям об обмене разведывательной информацией … Некоторые из украденных им данных не имели никакого отношения к безопасности Израиля или даже вообще к Ближнему Востоку. Он передавал разведывательные данные обо всем мире, включая источники и методы, разработанные при значительных затратах средств, полученных от американских налогоплательщиков. В результате его измены эти источники информации утеряны для Америки навсегда.
…Поллард выдвигает претензию, что правительство США отказались от обязательства по судебной сделке не добиваться пожизненного заключения … обязательства Полларда по этой сделке заключалась в том, чтобы в полной мере сотрудничать в уменьшении нанесенного им ущерба, и воздерживаться от разговоров с прессой до завершения своего процесса. Он грубо и цинично нарушил свои обязательства, не выполняя ни одно из них … Именно это в сочетании с масштабами и последствиями его преступных действий, дали судье основание для вынесения вердикта о пожизненном заключении.
Эрик Морголис (англ.) считает[значимость факта?], что переданная Поллардом информация могла быть продана[когда?] Израилем СССР, или обменена, и что это привело к раскрытию и смертной казни агентов ЦРУ в странах Восточного блока. Журналист утверждает, что семь служивших подряд министров обороны (Дональд Рамсфельд, Мелвин Лэйрд, Фрэнк Карлуччи, Ричард Чейни, Каспар Уайнбергер, Джеймс Шлезингер и Элиот Ричардсон) якобы подписали письмо[когда?], призывая Клинтона не смягчать Полларду приговор. Тем не менее, в англоязычных источниках следы такого письма семерых министров обороны, или даже одного из них, обнаружены не были.
В 1993 году министр обороны Лес Эспин сообщил, что попытки со стороны Полларда нанести ущерб безопасности США не прекратились даже в тюрьме и он к тому времени 14 раз пытался разглашать секретную информацию в письмах к различным адресатам из своей тюремной камеры.

## Досрочное освобождение
По действующему закону, заключённые, отбывающие пожизненный срок по статье, за которую был приговорён Поллард, могут быть освобождены по прошествии 30 лет, если не существует угрозы повторного совершения ими аналогичного преступления. Первого июля 2015 года адвокатов Полларда уведомили о том, что правительство США не будет возражать против его досрочного освобождения. Слушание комиссии по досрочному освобождению состоялось 7 июля в тюрьме, где Поллард отбывал свой срок. Члены комиссии приняли решение о досрочном освобождении после отбытия тридцати лет единогласно.
20 ноября 2015 года Джонатан Поллард был освобождён из американской тюрьмы.
В течение следующих пяти лет Поллард состоял на учёте, и ему было запрещено покидать пределы США. Источники как в Белом доме, так и в израильском правительстве отрицали, что освобождение Полларда было как-либо связано с намечавшимся соглашением по иранской ядерной программе. 
20 ноября 2020 года с Джонатана сняты все ограничения, и 30 декабря 2020 года он вместе с женой прилетел в Израиль, гражданством которого обладает с 1995 года.
Поллард отсидел в тюрьме больше, чем любой другой разведчик, осуждённый за передачу информации за всю историю США. Утверждается, что даже шпионы, осуждённые за предательство, получали менее тяжкие наказания.